# Holopedium gibberum
Holopedium gibberum är en kräftdjursart som beskrevs av Ernst Gustav Zaddach 1855. Holopedium gibberum ingår i släktet Holopedium och familjen Holopediidae. Arten är reproducerande i Sverige. Inga underarter finns listade i Catalogue of Life.